# Pleotrichophorus wasatchii
Pleotrichophorus wasatchii är en insektsart som först beskrevs av Frank Hall Knowlton 1927.  Pleotrichophorus wasatchii ingår i släktet Pleotrichophorus och familjen långrörsbladlöss. Inga underarter finns listade i Catalogue of Life.